# Açaí
L'açaí (Euterpe oleracea) és una espècie de palmera del gènere Euterpe cultivada pel seu fruit i parts superiors del cor de la palmera. El seu nom és una adaptació del nom en llengua tupí ïwasa'i, '[fruit que] deixa anar aigua'. Al món la demanda d'aquest fruit s'ha incrementat molt en pocs anys. Euterpe edulis es cultiva pel cor de palmera. Hi ha vuit espècies a Amèrica central i del sud des de Belize al Brasil i el Perú, que creixen principalment en aiguamolls. Les palmeres açaí són primes i arriben a fer 30 m d'alt. El fruit és una drupa rodona i petita de color negre porpra, es fa en panícules de 500 a 900 fruits. Cada fruit té una sola llavor. Constitueix l'aliment principal (42%) dels caboclo de l'Amazònia brasilera. L'açaí també es menja en gelats, en sucs o se'n fa un licor al Brasil. Des de la dècada de 1990 es consumeix a tot el món. Té activitat antioxidant.

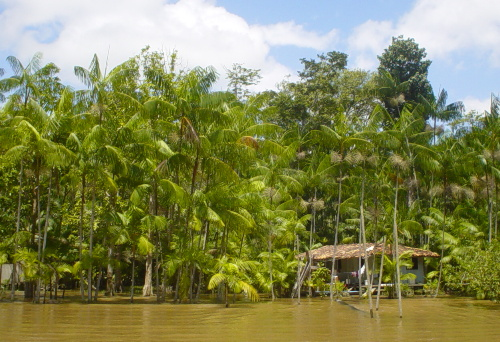
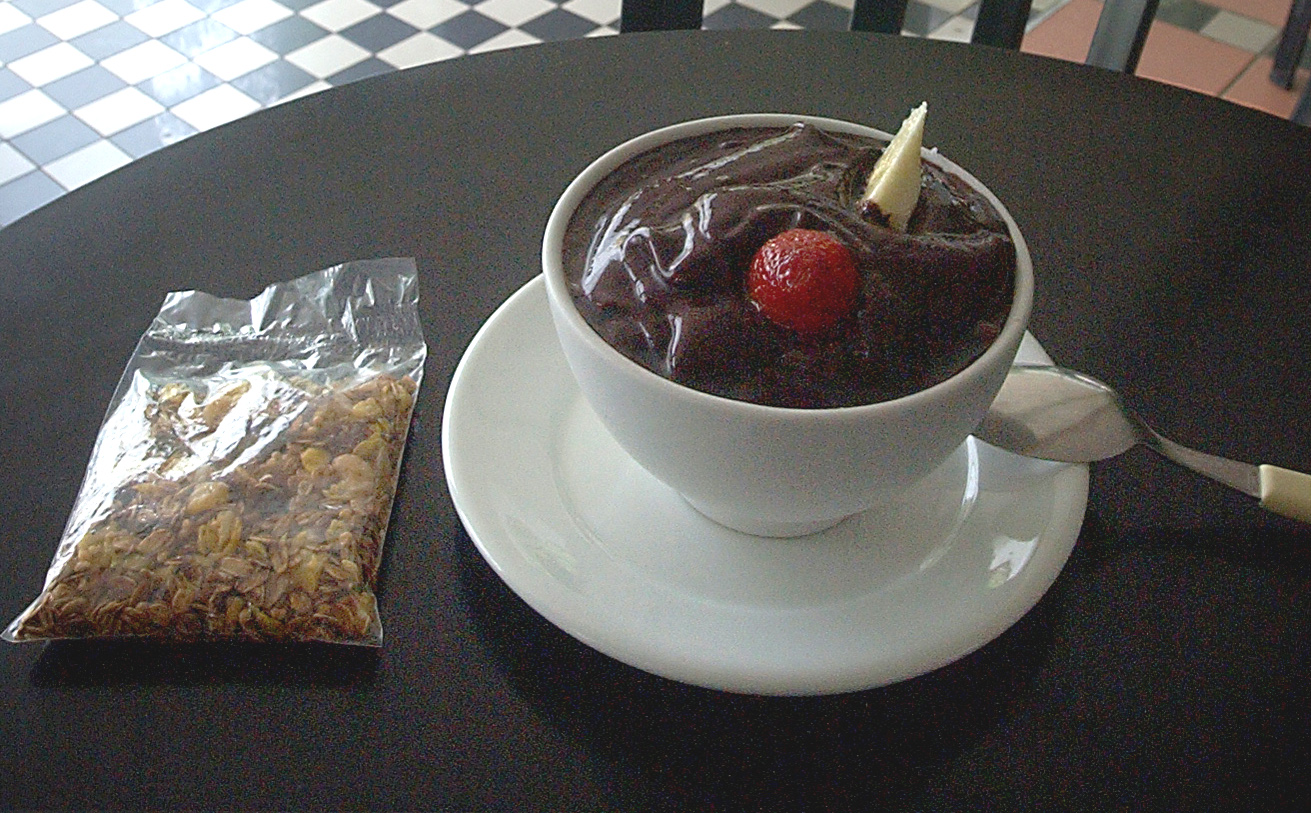
Polpa d'açai
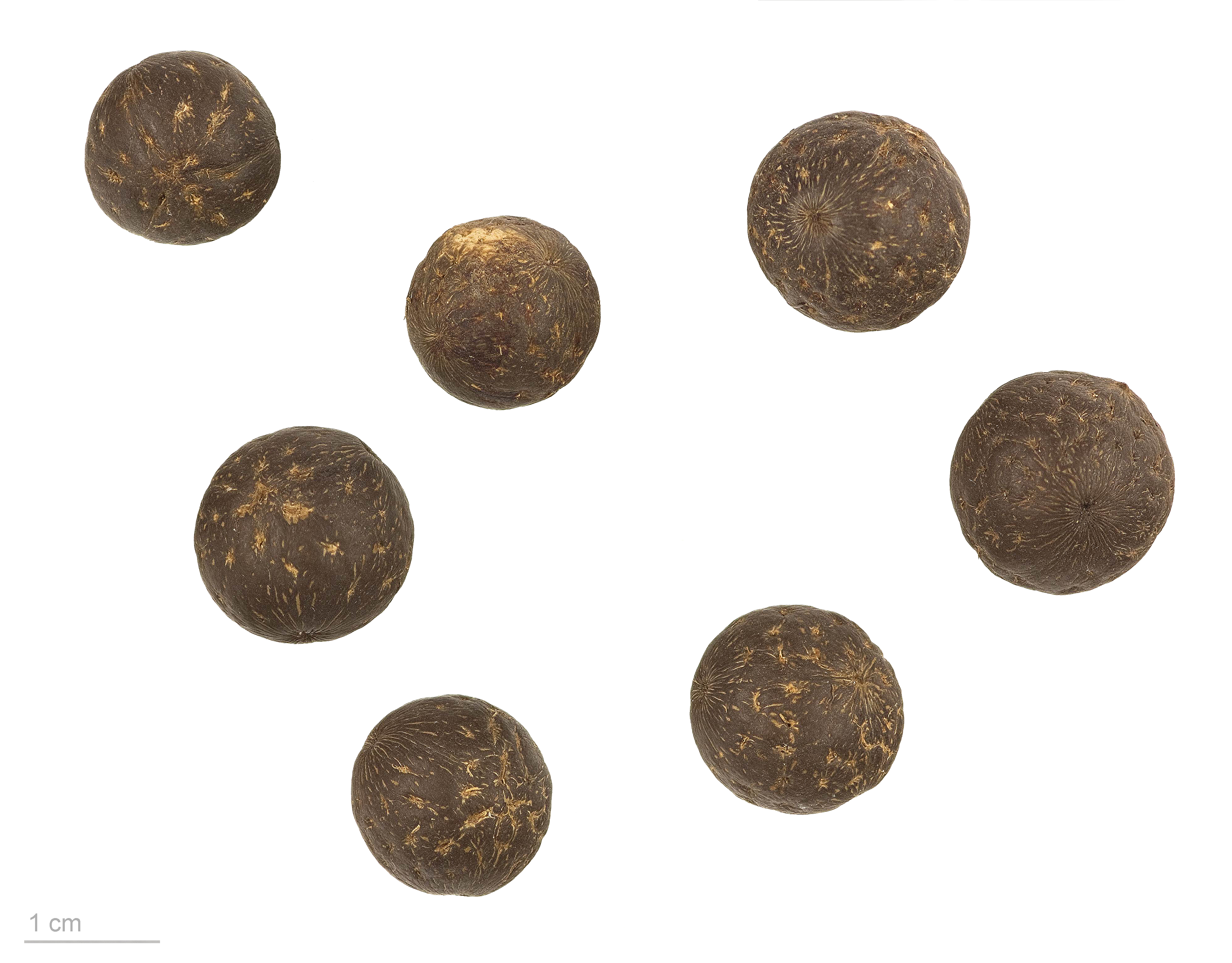
Euterpe oleracea